# Onitsha
Onitsha je město na jihu Nigérie na východním břehu řeky Niger ve státě Anambra. Město je centrem obchodu a průmyslu jihovýchodu Nigérie.
Samotné město mělo podle sčítání lidu v roce 1991 necelých 260 tis. obyvatel. Podobné výsledky ukázalo i sčítání lidu v roce 2006, toto však nebylo provedeno řádně. V roce 2018 byl odhadován počet obyvatel aglomerace na 7,85 mil. obyvatel.